# Tata Open 2002 - Qualificazioni singolare
Le qualificazioni del singolare  del Tata Open 2002 sono state un torneo di tennis preliminare per accedere alla fase finale della manifestazione. I vincitori dell'ultimo turno sono entrati di diritto nel tabellone principale. In caso di ritiro di uno o più giocatori aventi diritto a questi sono subentrati i lucky loser, ossia i giocatori che hanno perso nell'ultimo turno ma che avevano una classifica più alta rispetto agli altri partecipanti che avevano comunque perso nel turno finale.
Le qualificazioni del torneo Tata Open 2002 prevedevano 32 partecipanti di cui 4 sono entrati nel tabellone principale.

## Teste di serie
1. Juan Antonio Marín (ultimo turno)
2. Cyril Saulnier (secondo turno)
3. Stefano Galvani (Qualificato)
4. Nicolas Coutelot (primo turno)

1. Jamie Delgado (primo turno)
2. Vadim Kucenko (secondo turno)
3. Dick Norman (primo turno)
4. Juan-Albert Viloca-Puig (secondo turno)

## Qualificati
1. Ivo Karlović
2. Thomas Dupre

1. Stefano Galvani
2. Byron Black

## Tabellone

### Legenda
| - Q = Qualificato - WC = Wild card - LL = Lucky loser | - ALT = Alternate - SE = Special Exempt - PR = Protected Ranking | - w/o = Walkover - r = Ritirato - d = Squalificato |

### Sezione 1
|  | Primo turno         | Primo turno            | Primo turno            | Primo turno | Primo turno |  |  | Secondo turno | Secondo turno      | Secondo turno      | Secondo turno | Secondo turno |   |   | Ultimo turno | Ultimo turno       | Ultimo turno       | Ultimo turno | Ultimo turno |  |
|  |                     |                        |                        |             |             |  |  |               |                    |                    |               |               |   |   |              |                    |                    |              |              |  |
|  | 1                   | Juan Antonio Marín     | Juan Antonio Marín     | 7           | 6           |  |  |               |                    |                    |               |               |   |   |              |                    |                    |              |              |  |
|  |                     | Jean-François Bachelot | Jean-François Bachelot | 6(1)        | 2           |  |  | 1             | Juan Antonio Marín | Juan Antonio Marín | 7             | 6             |   |   |              |                    |                    |              |              |  |
|  | Amir Hadad          | Amir Hadad             | 6                      | 65          | 6           |  |  |               | Amir Hadad         | Amir Hadad         | 63            | 3             |   |   |              |                    |                    |              |              |  |
|  | Sunil-Kumar Sipaeya | Sunil-Kumar Sipaeya    | 4                      | 7           | 1           |  |  |               |                    |                    |               |               |   |   | 1            | Juan Antonio Marín | Juan Antonio Marín | 1            | 65           |  |
|  | Barry Cowan         | Barry Cowan            | Barry Cowan            | 6           | 6           |  |  |               |                    |                    | Ivo Karlović  | Ivo Karlović  | 6 | 7 |              |                    |                    |              |              |  |
|  | Dmitri Mazur        | Dmitri Mazur           | Dmitri Mazur           | 3           | 2           |  |  | Barry Cowan   | Barry Cowan        | Barry Cowan        | 65            | 5             |   |   |              |                    |                    |              |              |  |
|  |                     | Ivo Karlović           | 6                      | 69          | 7           |  |  | Ivo Karlović  | Ivo Karlović       | Ivo Karlović       | 7             | 7             |   |   |              |                    |                    |              |              |  |
|  | 5                   | Jamie Delgado          | 4                      | 7           | 6           |  |  |               |                    |                    |               |               |   |   |              |                    |                    |              |              |  |

### Sezione 2
|  | Primo turno     | Primo turno     | Primo turno     | Primo turno | Primo turno |  |  | Secondo turno | Secondo turno   | Secondo turno   | Secondo turno   | Secondo turno   |    |   | Ultimo turno | Ultimo turno | Ultimo turno | Ultimo turno | Ultimo turno |  |
|  |                 |                 |                 |             |             |  |  |               |                 |                 |                 |                 |    |   |              |              |              |              |              |  |
|  | 2               | Cyril Saulnier  | 4               | 7           | 6           |  |  |               |                 |                 |                 |                 |    |   |              |              |              |              |              |  |
|  |                 | Tuomas Ketola   | 6               | 68          | 4           |  |  | 2             | Cyril Saulnier  | Cyril Saulnier  | 1               | 1               |    |   |              |              |              |              |              |  |
|  | Thomas Dupre    | Thomas Dupre    | Thomas Dupre    | 6           | 6           |  |  |               | Thomas Dupre    | Thomas Dupre    | 6               | 6               |    |   |              |              |              |              |              |  |
|  | Ajay Ramaswami  | Ajay Ramaswami  | Ajay Ramaswami  | 4           | 2           |  |  |               |                 |                 |                 |                 |    |   | Thomas Dupre | Thomas Dupre | Thomas Dupre | 7            | 6            |  |
|  | Carlos Cuadrado | Carlos Cuadrado | Carlos Cuadrado | 6           | 6           |  |  |               |                 | Carlos Cuadrado | Carlos Cuadrado | Carlos Cuadrado | 64 | 3 |              |              |              |              |              |  |
|  | Rohan Bopanna   | Rohan Bopanna   | Rohan Bopanna   | 4           | 2           |  |  |               | Carlos Cuadrado | Carlos Cuadrado | 6               | 7               |    |   |              |              |              |              |              |  |
|  | 6               | Vadim Kucenko   | Vadim Kucenko   | 6           | 6           |  |  | 6             | Vadim Kucenko   | Vadim Kucenko   | 3               | 63              |    |   |              |              |              |              |              |  |
|  |                 | Srinath Prahlad | Srinath Prahlad | 2           | 4           |  |  |               |                 |                 |                 |                 |    |   |              |              |              |              |              |  |

### Sezione 3
|  | Primo turno       | Primo turno             | Primo turno             | Primo turno | Primo turno |  |  | Secondo turno | Secondo turno           | Secondo turno           | Secondo turno | Secondo turno |   |   | Ultimo turno | Ultimo turno    | Ultimo turno    | Ultimo turno | Ultimo turno |  |
|  |                   |                         |                         |             |             |  |  |               |                         |                         |               |               |   |   |              |                 |                 |              |              |  |
|  | 3                 | Stefano Galvani         | Stefano Galvani         | 6           | 6           |  |  |               |                         |                         |               |               |   |   |              |                 |                 |              |              |  |
|  |                   | František Čermák        | František Čermák        | 0           | 3           |  |  | 3             | Stefano Galvani         | Stefano Galvani         | 6             | 6             |   |   |              |                 |                 |              |              |  |
|  | Jeff Coetzee      | Jeff Coetzee            | Jeff Coetzee            | 7           | 6           |  |  |               | Jeff Coetzee            | Jeff Coetzee            | 2             | 2             |   |   |              |                 |                 |              |              |  |
|  | Jaroslav Levinský | Jaroslav Levinský       | Jaroslav Levinský       | 65          | 0           |  |  |               |                         |                         |               |               |   |   | 3            | Stefano Galvani | Stefano Galvani | 6            | 6            |  |
|  | Arvind Parmar     | Arvind Parmar           | Arvind Parmar           | 6           | 7           |  |  |               |                         |                         | Arvind Parmar | Arvind Parmar | 2 | 1 |              |                 |                 |              |              |  |
|  | Vijay Kannan      | Vijay Kannan            | Vijay Kannan            | 4           | 5           |  |  |               | Arvind Parmar           | Arvind Parmar           | 7             | 7             |   |   |              |                 |                 |              |              |  |
|  | 8                 | Juan-Albert Viloca-Puig | Juan-Albert Viloca-Puig | 6           | 6           |  |  | 8             | Juan-Albert Viloca-Puig | Juan-Albert Viloca-Puig | 65            | 68            |   |   |              |                 |                 |              |              |  |
|  |                   | Mustafa Ghouse          | Mustafa Ghouse          | 3           | 4           |  |  |               |                         |                         |               |               |   |   |              |                 |                 |              |              |  |

### Sezione 4
|  | Primo turno            | Primo turno            | Primo turno            | Primo turno | Primo turno |  |  | Secondo turno   | Secondo turno   | Secondo turno   | Secondo turno | Secondo turno |   |   | Ultimo turno | Ultimo turno | Ultimo turno | Ultimo turno | Ultimo turno |  |
|  |                        |                        |                        |             |             |  |  |                 |                 |                 |               |               |   |   |              |              |              |              |              |  |
|  |                        | Petr Luxa              | Petr Luxa              | 7           | 7           |  |  |                 |                 |                 |               |               |   |   |              |              |              |              |              |  |
|  | 4                      | Nicolas Coutelot       | Nicolas Coutelot       | 5           | 5           |  |  | Petr Luxa       | Petr Luxa       | 6               | 1             | 4             |   |   |              |              |              |              |              |  |
|  | Tomáš Cakl             | Tomáš Cakl             | Tomáš Cakl             | 6           | 7           |  |  | Tomáš Cakl      | Tomáš Cakl      | 4               | 6             | 6             |   |   |              |              |              |              |              |  |
|  | Prakash Amritraj       | Prakash Amritraj       | Prakash Amritraj       | 1           | 5           |  |  |                 |                 |                 |               |               |   |   | Tomáš Cakl   | Tomáš Cakl   | Tomáš Cakl   | 1            | 2            |  |
|  | Jonathan Erlich        | Jonathan Erlich        | Jonathan Erlich        | 6           | 7           |  |  |                 |                 | Byron Black     | Byron Black   | Byron Black   | 6 | 6 |              |              |              |              |              |  |
|  | Emilio Benfele Álvarez | Emilio Benfele Álvarez | Emilio Benfele Álvarez | 3           | 62          |  |  | Jonathan Erlich | Jonathan Erlich | Jonathan Erlich | 4             | 4             |   |   |              |              |              |              |              |  |
|  |                        | Byron Black            | Byron Black            | 6           | 7           |  |  | Byron Black     | Byron Black     | Byron Black     | 6             | 6             |   |   |              |              |              |              |              |  |
|  | 7                      | Dick Norman            | Dick Norman            | 4           | 64          |  |  |                 |                 |                 |               |               |   |   |              |              |              |              |              |  |